# أندريه برابانت
أندريه برابانت (بالفرنسية: Andrée Brabant)‏ هي ممثلة فرنسية، ولدت في 23 مايو 1901 في رانس في فرنسا، وتوفيت في 2 نوفمبر 1989 في تولون في فرنسا.

## وصلات خارجية
- أندريه برابانت على موقع IMDb (الإنجليزية)
- أندريه برابانت على موقع ألو سيني (الفرنسية)
- أندريه برابانت على موقع أول موفي (الإنجليزية)
- أندريه برابانت على موقع قاعدة بيانات الفيلم (الإنجليزية)
- أندريه برابانت على موقع كينوبويسك (الروسية)